# 敷根氏
敷根氏（しきねし）は日本の氏族。薩摩藩士。大隅国の国人であり、源姓土岐氏の末裔である。
鎌倉時代に敷根の地に下向し以後敷根氏を称する。敷祢、敷禰の異体字表記もみられる。家紋は桔梗紋である。

## 系譜
大隈國姶良郡敷根邑より起こる。
古くは建久九年(1198)『大隅國御家人交名』(「桑幡家文書」『鎌倉遺文』)に敷禰次郎延包の名前が見える。
『薩陽武鑑』に記載されている敷根氏の系図によると土岐国房の代は土岐頼芸の代である戦国時代に相当しており、出自に関しては明確ではない。
慶長四年(1599)の『庄内の乱』(荘内の乱とも)について書かれる「庄内軍記」には敷根仲兵衛頼豊が見られる。
敷根仲兵衛頼豊は基継二男頼宣の七世代の孫であるとされ、野尻地頭を務めた。
『本藩人物誌』 では頼豊嫡子の遠島の記載があり、七嶋宝島の地蔵には子孫とみられる享保五年・敷根仲左衛門の名前がある。
敷根頼賀（休世斎）は島津家臣上井覚兼の舅（妻の父）である。上井覚兼日記では頼豊、越中守と共に名前が見られる。
越中守は覚兼の又従兄弟の越中守頼次と思われる。

### 市成島津家
豊臣秀吉の朝鮮出兵において島津軍に参加した敷根頼元は戦死している。
男子の途絶えた敷根家は島津立頼の次男島津久頼を養嗣子に迎え、以後市成島津家を名乗る。

## 歴代当主
1. 敷根頼房
2. 敷根頼義
3. 敷根義忠
4. 敷根頼忠
5. 敷根忠堅
6. 敷根重基
7. 敷根基継
8. 敷根成基
9. 敷根興山
10. 敷根頼久
11. 敷根頼重
12. 敷根頼愛
13. 敷根頼賀
14. 敷根頼兼
15. 敷根頼元